# Guido Görtzen
Guido Görtzen (Heerlen, 9 novembre 1970) è un ex pallavolista olandese.

## Palmarès

### Nazionale (competizioni minori)
- European League 2004
- European League 2006